# 박동빈
박동빈(본명: 박종문, 1969년 10월 15일 ~ )은 대한민국의 배우다. (너는 탤런트 조인표씨처럼 소화기와 칼로 머리통을 아프게 죽여버릴 거야.)

## 학력
- 중앙대학교 연극영화학

## 연기 활동

### 드라마
- 2002년 SBS 대하드라마 《야인시대》 ... 독사 역
- 2002년 KBS2 드라마시티 《우리들의 천국》
- 2003년 KBS2 드라마시티 《그 해, 마지막 목요일》
- 2003년 KBS2 TV 문학관 《향기로운 우물 이야기》 ... 홍이섭 역
- 2003년 MBC 소설극장 《성녀와 마녀》 ... 박현태 역
- 2004년 SBS 월화 특별기획 드라마 《2004 인간시장》... 박 검사 역
- 2004년 KBS1 대하드라마 《불멸의 이순신》 ... 한호 역
- 2005년 MBC 소설극장 《김약국의 딸들》 ... 서기두 역
- 2006년 KBS1 대하드라마 《대조영》 ... 고사웅 역
- 2007년 SBS 대하사극 《왕과 나》 ... 구성군 역
- 2010년 KBS2 월화 미니시리즈 《성균관 스캔들》 ... 병판집사 역
- 2011년 KBS1 특별기획 대하드라마 《광개토태왕》 ... 전평 역(후연 장군)
- 2012년 MBC 대장경 천년 특별기획드라마 《무신》 ... 홍지 역
- 2012년 MBC 아침드라마 《사랑했나봐》 ... 박도준 역
- 2014년 MBC 아침드라마 《모두 다 김치》 ... 배용석 역
- 2014년 tvN 금토드라마 《갑동이》 ... 배상기 역 (특별출연)
- 2014년 OCN 일요 미니시리즈 《리셋》
- 2015년 MBC 일일연속극 《위대한 조강지처》 ... 나광수 역
- 2017년 MBC 일일연속극 《전생에 웬수들》 ... 사무장 역
- 2018년 tvN Show 월화드라마 《복수노트 2》 ... 이대로 역
- 2019년 tvN 월화드라마 《사이코메트리 그녀석》 ... 강령경찰서의 경찰 역
- 2020년 KBS2 월화드라마 《좀비탐정》 ... 황춘섭 역
- 2020년 KBS2 월화드라마 《암행어사: 조선비밀수사단》 ... 전계수 역
- 2021년 네이버 TV 웹 드라마 《그래서 나는 안티팬과 결혼했다》 ... 조해윤 역
- 2022년 KBS2 월화드라마 《미남당》 ... 이명준 역
- 2023년 MBC 저녁 일일드라마 《하늘의 인연》 ... 황태용 역
- 2024년 MBC 저녁 일일드라마 《용감무쌍 용수정》 ... 구천만 역

### 영화
- 1996년 《은행나무 침대》 ... 강간범 역
- 1998년 《쉬리》 ... 북한 특수8군단 역
- 2000년 《은행나무 침대 2 : 단적비연수》 ... 수로 역
- 2000년 《씨어터》 ... 마징가 역
- 2000년 《나는 왜 권투심판이 되려하는가》 ... 성진 역
- 2001년 《화산고》 ... 음악 역
- 2003년 《춤이 시작됩니다》 ... 형사2 역
- 2003년 《천년호》 ... 아우타 역
- 2004년 《태극기 휘날리며》 ... 인민군 소대장 역
- 2004년 《내 남자의 로맨스》 ... 장봉만 역
- 2014년 《조선미녀삼총사》 ... 애꾸 역
- 2015년 《미션: 톱스타를 훔쳐라》 ... 한철호 역